# Never Really Loved Me
« Never Really Loved Me'» — песня норвежского диджея и продюсера Kygo и австралийского певца и автора песен Дина Льюиса, изданная в качестве сингла 1 июля 2022 года.

## Критика
В рецензии сайта EDM Tunes песня «Never Really Loved Me» названа «сенсационной классикой», также указывается, что «трек наполнен запоминающимися текстами и фортепианными рифами в стиле Kygo. Это прекрасное творение, продолжающее наследие Kygo — короля тропического хауса».

## Позиции в чартах
| Чарт (2022)                                | Наивысшая позиция |
| ------------------------------------------ | ----------------- |
| Норвегия (VG-lista)                        | 14                |
| Швеция (Sverigetopplistan)                 | 16                |
| Швейцария (Schweizer Hitparade)            | 100               |
| США (Billboard Hot Dance/Electronic Songs) | 17                |

## Сертификации
| Регион                                                           | Сертификация | Продажи   |
| ---------------------------------------------------------------- | ------------ | --------- |
| Швеция (GLF)                                                     | Золотой      | 4 000 000 |
| Данные только о прослушиваниях приведены на основе сертификации. |              |           |